# North Kent Line
| British Rail Class 466 auf der North Kent Line |                      |                                            |                                            |
| |                      |                                            |                                            |
| Streckenlänge: | 48 km                |                                            |                                            |
| Spurweite: | 1435 mm (Normalspur) |                                            |                                            |
| Stromsystem: | 750 V =              |                                            |                                            |
| Zweigleisigkeit: | ja                   |                                            |                                            |
| |                      |                                            |                                            |
| \| \| \| London Charing Cross \| \| \| \| \| Hungerford Bridge über Themse \| \| \| \| \| Verbindungsgleis zur SWML \| \| \| \| \| Waterloo East \| \| \| \| \| Blackfriars Road \| \| \| \| \| Thameslink aus Blackfriars \| \| \| \| \| \| \| \| \| \| London Cannon Street \| \| \| \| \| London Bridge \| \| \| \| \| Spa Road geschlossen 1915 \| \| \| \| \| Southwark Park geschlossen 1915 \| \| \| \| \| SLL nach Victoria/BML nach Brighton \| \| \| \| \| Bricklayers Arms \| \| \| \| \| Greenwich Line nach Greenwich/Charlton \| \| \| \| \| New Cross \| \| \| \| \| \| \| \| \| \| St. Johns \| \| \| \| \| aus Victoria \| \| \| \| \| nach Hayes und SEML nach Dover Priory \| \| \| \| \| \| \| \| \| \| Lewisham \| \| \| \| \| nach Hayes und SEML nach Dover \| \| \| \| \| Blackheath \| \| \| \| \| Bexleyheath Line nach Dartford \| \| \| \| \| Blackheath Tunnel (1600 m) \| \| \| \| \| Greenwich Line aus London Bridge/Greenwich \| \| \| \| \| Charlton \| \| \| \| \| Charlton Tunnel \| \| \| \| \| Mount Street Tunnel \| \| \| \| \| Dockyard Tunnel \| \| \| \| \| Woolwich Dockyard \| \| \| \| \| Coleman Street Tunnel \| \| \| \| \| George IV Tunnel \| \| \| \| \| Calderwood Street Tunnel \| \| \| \| \| Cross Street Tunnel \| \| \| \| \| Woolwich Arsenal \| \| \| \| \| Plumstead \| \| \| \| \| Church Manor Way \| \| \| \| \| Crossrail aus Reading (ab 2022) \| \| \| \| \| Abbey Wood \| \| \| \| \| Belvedere \| \| \| \| \| Erith \| \| \| \| \| Slade Green \| \| \| \| \| Bexleyheath Line \| \| \| \| \| Dartford Loop Line (zur SEML) \| \| \| \| \| Dartford \| \| \| \| \| Stone Crossing \| \| \| \| \| Greenhithe for Bluewater \| \| \| \| \| Greenhithe Tunnel \| \| \| \| \| Swanscombe \| \| \| \| \| Northfleet \| \| \| \| \| zur High Speed 1 \| \| \| \| \| Gravesend \| \| \| \| \| Milton Road \| \| \| \| \| Denton \| \| \| \| \| Milton Range \| \| \| \| \| Hoo Junction \| \| \| \| \| Hundred of Hoo Railway zur Halbinsel Hoo \| \| \| \| \| Highham \| \| \| \| \| Higham and Strood Tunnel (3500 m) \| \| \| \| \| Strood \| \| \| \| \| Medway Valley Line nach Paddock Wood \| \| \| \| \| Chatham Main Line aus London Victoria \| \| \| \| \| Rochester Bridge (Medway) \| \| \| \| \| nach Chatham Central \| \| \| \| \| Rochester \| \| \| \| \| Chatham Main Line nach Dover \| \| |                      |                                            |                                            |
| Kopfbahnhof Streckenanfang |                      | London Charing Cross                       | London Charing Cross                       |
| Brücke über Wasserlauf |                      | Hungerford Bridge über Themse              | Hungerford Bridge über Themse              |
| Abzweig geradeaus und ehemals von rechts |                      | Verbindungsgleis zur SWML                  | Verbindungsgleis zur SWML                  |
| Bahnhof |                      | Waterloo East                              | Waterloo East                              |
| ehemaliger Haltepunkt / Haltestelle |                      | Blackfriars Road                           | Blackfriars Road                           |
| Kreuzung geradeaus unten · Abzweig quer und von links |                      | Thameslink aus Blackfriars                 | Thameslink aus Blackfriars                 |
| Abzweig geradeaus und von links · Strecke nach rechts |                      |                                            |                                            |
| Abzweig geradeaus, nach links und von links · Kopfbahnhof Streckenende und quer |                      | London Cannon Street                       | London Cannon Street                       |
| Bahnhof |                      | London Bridge                              | London Bridge                              |
| ehemaliger Haltepunkt / Haltestelle |                      | Spa Road geschlossen 1915                  | Spa Road geschlossen 1915                  |
| ehemaliger Haltepunkt / Haltestelle |                      | Southwark Park geschlossen 1915            | Southwark Park geschlossen 1915            |
| Abzweig geradeaus und nach rechts |                      | SLL nach Victoria/BML nach Brighton        | SLL nach Victoria/BML nach Brighton        |
| Kopfbahnhof Streckenanfang und quer (Strecke außer Betrieb) · Abzweig geradeaus und ehemals von rechts |                      | Bricklayers Arms                           | Bricklayers Arms                           |
| Abzweig geradeaus und nach links |                      | Greenwich Line nach Greenwich/Charlton     | Greenwich Line nach Greenwich/Charlton     |
| Bahnhof |                      | New Cross                                  | New Cross                                  |
| Verschwenkung von links · Verschwenkung von rechts |                      |                                            |                                            |
| Strecke · Haltepunkt / Haltestelle |                      | St. Johns                                  | St. Johns                                  |
| Abzweig geradeaus und von rechts · Strecke |                      | aus Victoria                               | aus Victoria                               |
| Kreuzung geradeaus oben · Abzweig geradeaus und nach rechts |                      | nach Hayes und SEML nach Dover Priory      | nach Hayes und SEML nach Dover Priory      |
| Verschwenkung nach links · Verschwenkung nach rechts |                      |                                            |                                            |
| Bahnhof |                      | Lewisham                                   | Lewisham                                   |
| Abzweig geradeaus und nach rechts |                      | nach Hayes und SEML nach Dover             | nach Hayes und SEML nach Dover             |
| Bahnhof |                      | Blackheath                                 | Blackheath                                 |
| Abzweig geradeaus und nach rechts |                      | Bexleyheath Line nach Dartford             | Bexleyheath Line nach Dartford             |
| Tunnel |                      | Blackheath Tunnel (1600 m)                 | Blackheath Tunnel (1600 m)                 |
| Abzweig geradeaus und von links |                      | Greenwich Line aus London Bridge/Greenwich | Greenwich Line aus London Bridge/Greenwich |
| Bahnhof |                      | Charlton                                   | Charlton                                   |
| Tunnel |                      | Charlton Tunnel                            | Charlton Tunnel                            |
| Tunnel |                      | Mount Street Tunnel                        | Mount Street Tunnel                        |
| Tunnel |                      | Dockyard Tunnel                            | Dockyard Tunnel                            |
| Haltepunkt / Haltestelle |                      | Woolwich Dockyard                          | Woolwich Dockyard                          |
| Tunnel |                      | Coleman Street Tunnel                      | Coleman Street Tunnel                      |
| Tunnel |                      | George IV Tunnel                           | George IV Tunnel                           |
| Tunnel |                      | Calderwood Street Tunnel                   | Calderwood Street Tunnel                   |
| Tunnel |                      | Cross Street Tunnel                        | Cross Street Tunnel                        |
| Bahnhof |                      | Woolwich Arsenal                           | Woolwich Arsenal                           |
| Haltepunkt / Haltestelle |                      | Plumstead                                  | Plumstead                                  |
| ehemaliger Haltepunkt / Haltestelle |                      | Church Manor Way                           | Church Manor Way                           |
| Abzweig geradeaus und ehemals von links |                      | Crossrail aus Reading (ab 2022)            | Crossrail aus Reading (ab 2022)            |
| Bahnhof |                      | Abbey Wood                                 | Abbey Wood                                 |
| Haltepunkt / Haltestelle |                      | Belvedere                                  | Belvedere                                  |
| Haltepunkt / Haltestelle |                      | Erith                                      | Erith                                      |
| Haltepunkt / Haltestelle |                      | Slade Green                                | Slade Green                                |
| Abzweig geradeaus, nach rechts und von rechts |                      | Bexleyheath Line                           | Bexleyheath Line                           |
| Abzweig geradeaus, nach rechts und von rechts |                      | Dartford Loop Line (zur SEML)              | Dartford Loop Line (zur SEML)              |
| Bahnhof |                      | Dartford                                   | Dartford                                   |
| Haltepunkt / Haltestelle |                      | Stone Crossing                             | Stone Crossing                             |
| Haltepunkt / Haltestelle |                      | Greenhithe for Bluewater                   | Greenhithe for Bluewater                   |
| Tunnel |                      | Greenhithe Tunnel                          | Greenhithe Tunnel                          |
| Haltepunkt / Haltestelle |                      | Swanscombe                                 | Swanscombe                                 |
| Haltepunkt / Haltestelle |                      | Northfleet                                 | Northfleet                                 |
| Abzweig geradeaus und von rechts |                      | zur High Speed 1                           | zur High Speed 1                           |
| Bahnhof |                      | Gravesend                                  | Gravesend                                  |
| ehemaliger Haltepunkt / Haltestelle |                      | Milton Road                                | Milton Road                                |
| ehemaliger Haltepunkt / Haltestelle |                      | Denton                                     | Denton                                     |
| ehemaliger Haltepunkt / Haltestelle |                      | Milton Range                               | Milton Range                               |
| ehemaliger Haltepunkt / Haltestelle |                      | Hoo Junction                               | Hoo Junction                               |
| Abzweig geradeaus und nach links |                      | Hundred of Hoo Railway zur Halbinsel Hoo   | Hundred of Hoo Railway zur Halbinsel Hoo   |
| Haltepunkt / Haltestelle |                      | Highham                                    | Highham                                    |
| Tunnel |                      | Higham and Strood Tunnel (3500 m)          | Higham and Strood Tunnel (3500 m)          |
| Bahnhof |                      | Strood                                     | Strood                                     |
| Abzweig geradeaus und nach rechts |                      | Medway Valley Line nach Paddock Wood       | Medway Valley Line nach Paddock Wood       |
| Abzweig geradeaus und von rechts |                      | Chatham Main Line aus London Victoria      | Chatham Main Line aus London Victoria      |
| Brücke über Wasserlauf |                      | Rochester Bridge (Medway)                  | Rochester Bridge (Medway)                  |
| Abzweig geradeaus und ehemals nach links |                      | nach Chatham Central                       | nach Chatham Central                       |
| Bahnhof |                      | Rochester                                  | Rochester                                  |
| Strecke |                      | Chatham Main Line nach Dover               | Chatham Main Line nach Dover               |

Die North Kent Line ist eine Eisenbahnstrecke zwischen London und Rochester im Norden Kents und eine der diversen Varianten einer Bahnverbindung zwischen Dover und London (South Eastern Main Line, Chatham Main Line) darstellt. Die Strecke wird vor allem von Zügen der Southeastern befahren.

## Geschichte
Nachdem die South Eastern Railway an der Verlängerung der Greenwich Line Richtung Südostengland aufgrund eines Rechtsstreits mit dem Greenwich Hospital gehindert wurde, entschied sie sich für den Bau einer neuen Hauptlinie von Lewisham nach Gravesend. Lewisham war bereits per South Eastern Main Line mit dem Londoner Stadtzentrum verbunden. Die Linie zwischen Lewisham und Gravesend ging am 30. April 1849 in Betrieb. Bereits vier Jahre zuvor wurde die dem Thames and Medway Canal folgende Bahnstrecke Gravesend–Stroods dem Verkehr übergeben. Die SER kaufte dann den Kanal, ließ ihn aufschütten und baute die Bahnstrecke auf Doppelspur aus. Ab 1873 wurde von der NKL-Station in Charlton dann eine Zweiglinie nach Maze Hill, ehe der Lückenschluss per Tunnel nach Greenwich 1878 folgte. Trotz diesem zweiten Schienenweg blieb die North Kent Line die wichtigere Verbindung. Am 6. Juni 1926 wurde der Abschnitt zwischen London und Dartford mit einer Stromschiene mit 750 Volt Gleichstrom elektrifiziert, bis 1930 dann das Teilstück nach Gravesend, der restliche Abschnitt der NKL nach Rochester sowie die auf der CML gelegene Weiterführung nach Gillingham folgte im Zweiten Weltkrieg. Mit dem Bau des Channel Tunnel Rail Link, heute High Speed 1, wurde 2006 eine kurze Verbindungsstrecke von Gravesend zum Bahnhof Ebbsfleet International gebaut, die heute auch planmäßig befahren wird.

## Betrieb
Der Betrieb wird von Southeastern ausgeführt, die Fahrtzeit zwischen Charing Cross und Gravesend beträgt 51 Minuten. Züge verkehren von Charing Cross und Cannon Street nach Dartford, Slade Green, Gravesend und Gillingham, wobei die von Cannon Street ausgehenden Züge via Greenwich statt via Lewisham verkehren. Insgesamt fahren bis zu 12 Züge pro Stunde in eine Richtung. Zusätzlich verkehren seit der Eröffnung der High Speed 1 halbstündlich Hochgeschwindigkeitszüge der Klasse 395 zwischen St Pancras und Faversham und nutzen dabei die Verbindungsstrecke zwischen der High Speed 1 und der North Kent Line und danach die NKL bis Rochester, ehe sie ihre Fahrt auf der Chatham Main Line fortsetzen. Sie bedienen an der NKL die Bahnhöfe Gravesend, Strood und Rochester.

## Anbindungen
Die North Kent Line ist mit zahlreichen anderen Verkehrssystemen, besonders im Londoner Stadtgebiet, verbunden. So bieten sich in Lewisham und Woolwich Arsenal zwei Umsteigemöglichkeiten zur Docklands Light Railway an und in New Cross kann die East London Line der London Overground erreicht werden, die unter anderem Verbindungen nach Highbury & Islington anbietet. Zudem bietet der Bahnhof Waterloo East einen Zugang zum wenige Meter südlich gelegenen Bahnhof Waterloo an, genauso einen Übergang zur Underground-Station Southwark der Jubilee Line. Weitere Übergänge zur U-Bahn gibt es in Charing Cross, Cannon Street und London Bridge.

## Unfälle
Am 18. Juni 1857 gegen 21:30 Uhr prallten rund 220 Meter vor dem Bahnhof Lewisham vor einem auf Halt gestellten Signal zwei Züge, jeweils aus Strood kommend, ineinander. Der vordere Zug war mit einer Verspätung von 15 Minuten unterwegs, als er vom Signal zu einem Halt gezwungen wurde. Um den unmittelbar danach folgenden, pünktlich verkehrenden Zug zu warnen, rannte ein Gleisarbeiter nach hinten, eine rote Laterne schwenkend. Jedoch wurde er vom Lokomotivführer des Zuges nicht gesehen, so dass er in den stehenden Zug prallte. Beim Unglück verloren elf Menschen ihr Leben, 30 wurden verletzt.

## Zukunft

### Crossrail
Ab Dezember 2018 wird der Bahnhof Abbey Wood der südöstliche Endpunkt von Crossrail sein. Die neue Eisenbahnstrecke zweigt danach unmittelbar nach dem Bahnhof linkerhand ab und wird noch einen Bahnhof Woolwich unweit der Bahnhöfe Woolwich Dockyard und Woolwich Arsenal besitzen. Möglicherweise wird der Crossrail-Betrieb 2020 bis Gravesend verlängert, was bedeuten würde, dass der Bahnhof Gravesend sogar von acht der großen Londoner Bahnhöfe – Crossrail bedient unterirdische Durchgangsbahnhöfe in Liverpool Street und Paddington – erreichbar sein würde. Nach der Verlängerung würden die heutigen Nahverkehrszüge Charing Cross–Gravesend eingestellt.

### Thameslink
Ab 2014 ist die Übernahme einzelner Züge durch das Thameslink-Programm vorgesehen, die Züge würden dann statt nach Charing Cross durch den Snow-Hill-Tunnel nach St Pancras und weiter nach Bedford verkehren.